# Wurdulac
El Wurdulac, també pronunciat wurdalak o verdilak, és un tipus de vampir rus que ha de consumir la sang dels seus estimats i convertir tota la seua família. Alexei Tolstoy va escriure sobre la més famosa d'una d'aquestes famílies, al seu relat La família del Vurdalak.